# Zwergseidenäffchen
Die Zwergseidenäffchen (Cebuella) sind eine Primatengattung aus der Familie der Krallenaffen. Es sind die kleinsten Vertreter der Eigentlichen Affen und sie leben im westlichen Südamerika. Zwergseidenäffchen leben in Gruppen und ernähren sich vorwiegend von Baumsäften.

## Beschreibung
Zwergseidenäffchen erreichen eine Kopfrumpflänge von 12 bis 15 Zentimetern, der Schwanz ist mit 17 bis 23 Zentimetern deutlich länger. Ihr Gewicht beträgt 85 bis 140 Gramm. Sie sind damit die kleinsten Affen – nicht aber die kleinsten Primaten, da beispielsweise die Mausmakis kleiner sind.
Ihr Fell ist insbesondere am Kopf buschig und fällt nach hinten, es ist am Kopf und am Nacken dunkelbraun oder graubraun gefärbt, der Rücken ist grau und weist oft schwarze oder grünliche Einsprenkelungen auf. Der Bauch ist je nach Unterart gelblich-braun oder weißlich, die Pfoten gelb-orange gefärbt. Der lange, buschige Schwanz ist schwarz-grau geringelt. An der Oberlippe befinden sich zwei weiße Flecken, auch auf der Nase verläuft ein weißer Streifen. Wie bei allen Krallenaffen befinden sich an den Fingern und Zehen (mit Ausnahme der Großzehe) Krallen statt Nägeln.

## Verbreitung und Lebensraum

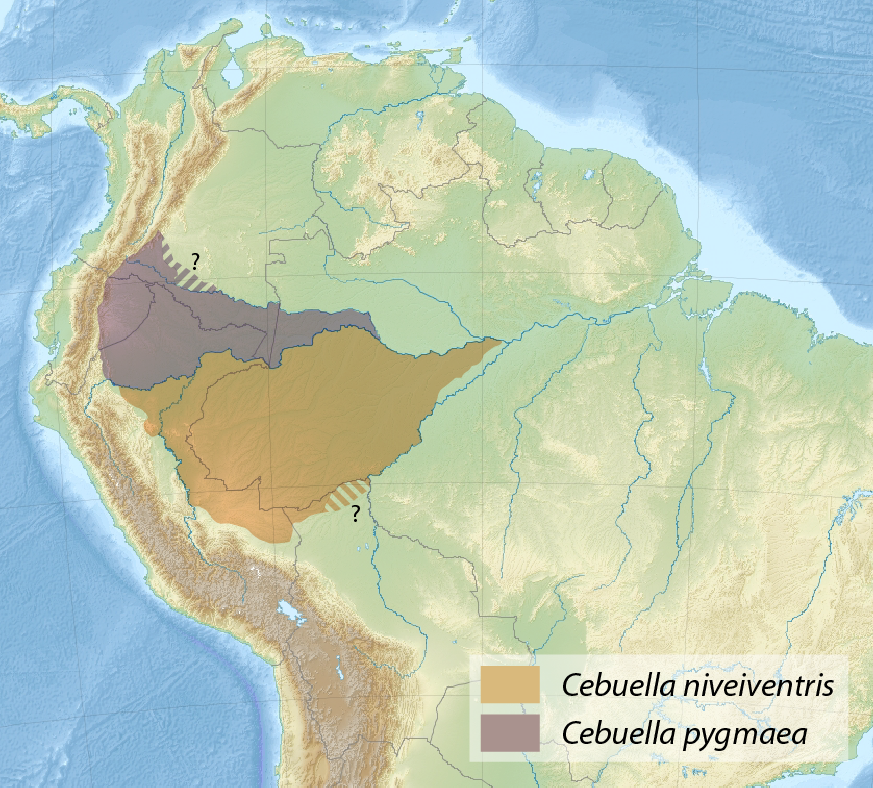
Die Verbreitungsgebiete der zwei Arten der Zwergseidenäffchen

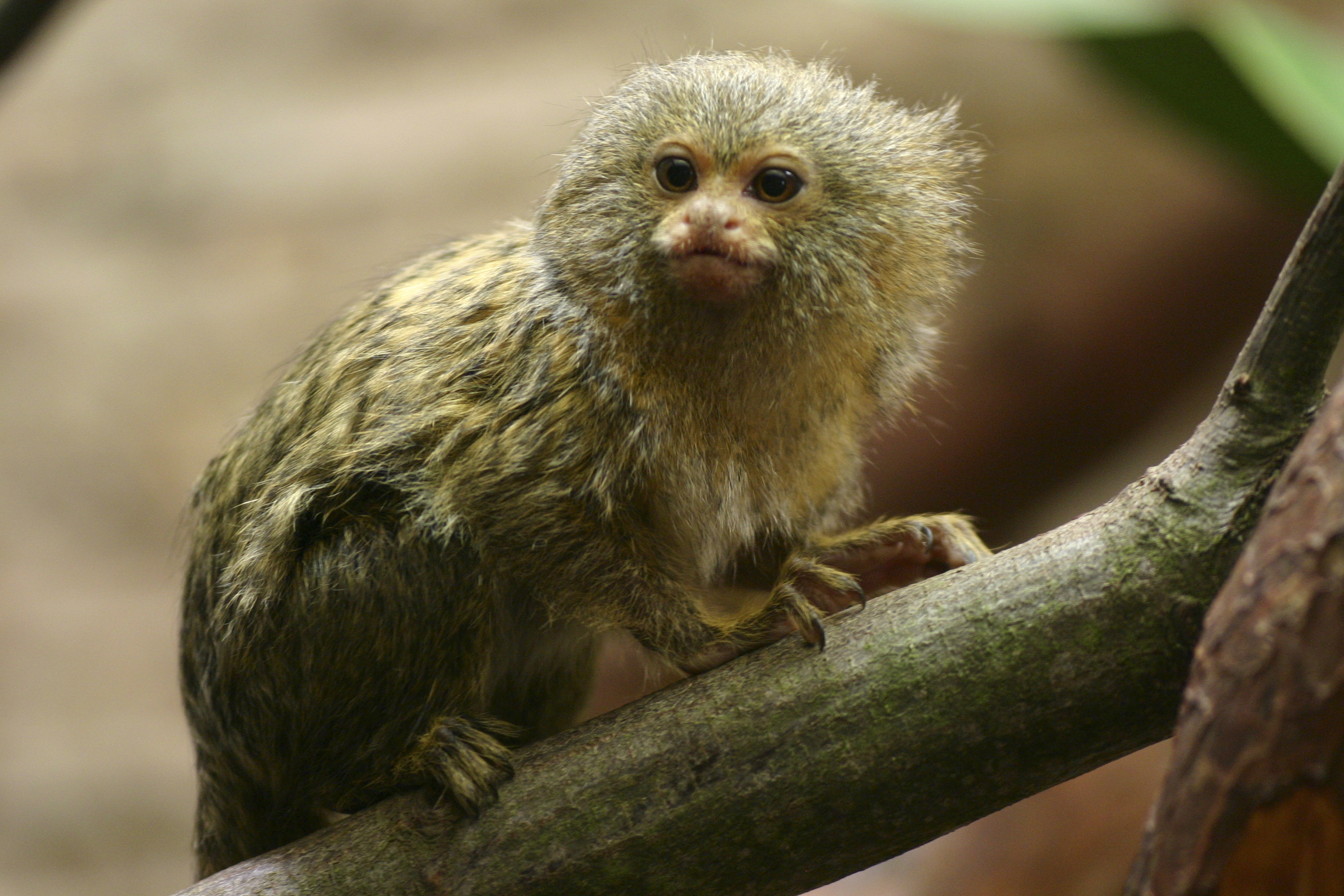
Zwergseidenäffchen

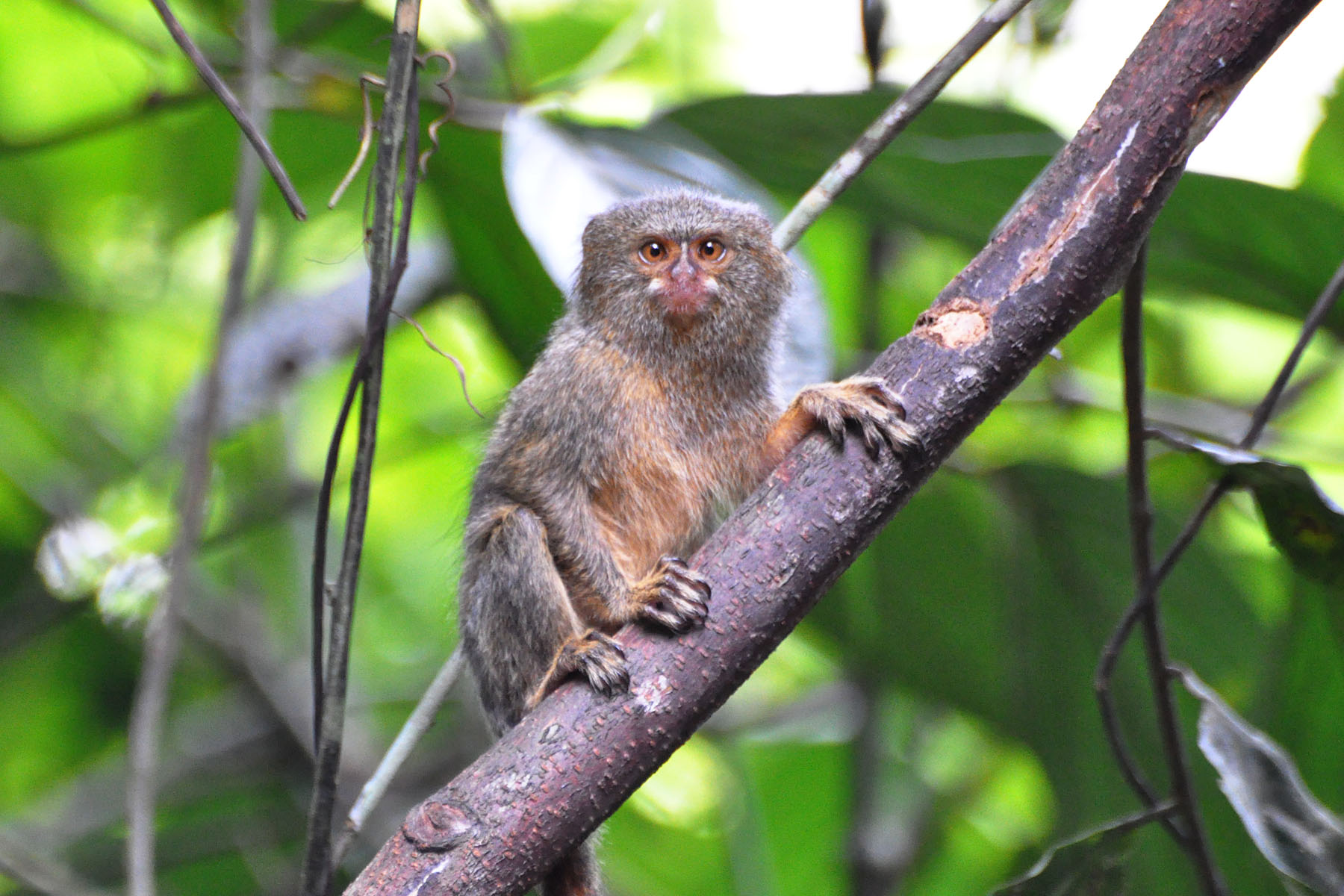
Gelbbauch-Zwergseidenäffchen

Zwergseidenäffchen leben im westlichen Amazonasbecken zwischen Rio Japurá im Norden und Rio Madeira im Osten und Süden. Das Verbreitungsgebiet umfasst damit Teile des westlichen Brasilien, das südliche Kolumbien, das östliche Ecuador, das östliche Peru und den Norden Boliviens. Ihr Lebensraum sind tropische Regenwälder, vor allem zeitweise überflutete Tieflandregenwälder, aber auch Terra-Firme-Wälder, Bambusbestände, Lianendickichte und Sekundärwälder. Zwergseidenäffchen teilen ihren Lebensraum oft mit verschiedenen Arten der Tamarine. Wo sie zusammen vorkommen, sind die Tamarine generell zahlreicher in den Terra-Firme-Wäldern, die in der Regenzeit nicht überflutet werden, während sie in den von den Zwergseidenäffchen bevorzugten Flusswäldern weniger häufig vorkommen.

## Lebensweise
Zwergseidenäffchen sind tagaktive Baumbewohner, am aktivsten sind sie am Morgen und am späten Nachmittag. Als Schlafplätze dienen ihnen Pflanzendickichte und seltener Baumhöhlen. Sie bewegen sich auf waagerechten Ästen auf allen vieren laufend, können aber gut springen und dank ihrer Krallen auch Baumstämme hinauf- oder hinabklettern.
Sie leben in Gruppen von zwei bis neun Tieren zusammen. Gruppen setzen sich aus ein bis zwei Männchen, ein bis zwei Weibchen sowie den Jungtieren zusammen. Gibt es mehrere Weibchen, erringt eines die Dominanz über die Gruppe und ist auch das einzige, das sich fortpflanzt. Die gegenseitige Fellpflege spielt eine wichtige Rolle bei der Interaktion innerhalb der Gruppe.
Gruppen bewohnen sehr kleine Reviere von 0,3 bis 0,5 Hektar Größe. Diese Reviere sind oft um einen größeren, zur Baumsaftgewinnung geeigneten Baum gelegen. Geht die Produktion dieses Baums zurück, sucht sich die Gruppe ein neues Revier, meist in der Nähe des alten. Die Territorien benachbarter Gruppen überlappen sich nicht, zwischen den Gruppen gibt es sehr wenig Interaktion.

## Nahrung

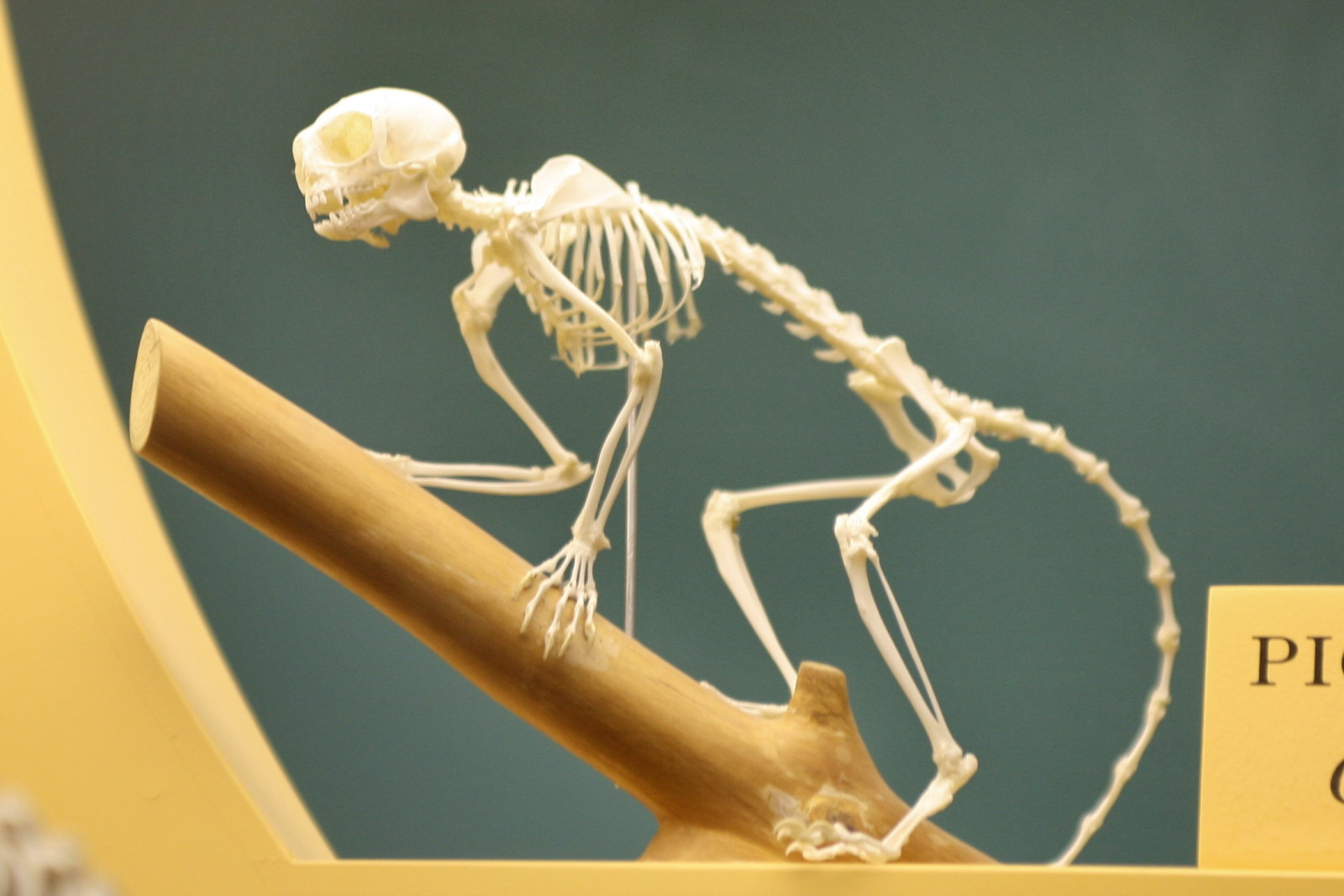
Skelett

Die Nahrung der Zwergseidenäffchen besteht vorwiegend aus Baumsäften (60 bis 80 %) und Kleintieren (12–16 %). Wie alle Marmosetten sind sie dank der spezialisierten Zähne im Unterkiefer in der Lage, Löcher in die Baumrinde zu nagen, um so an die Nahrungsquelle zu gelangen. An Kleintieren nehmen sie Springschrecken, Käfer, Schmetterlinge, Ameisen und Spinnen zu sich. In geringem Ausmaß verzehren sie auch Früchte, Knospen und andere Pflanzenteile sowie gelegentlich kleine Wirbeltiere.

## Fortpflanzung
In der Regel pflanzt sich nur das dominante Weibchen fort, die anderen helfen bei der Jungenaufzucht. Gibt es mehrere zeugungsfähige Männchen, übernimmt eines die Führungsrolle und hält alle anderen von der Paarung mit dem dominanten Weibchen ab.
Nach einer rund 140-tägigen Tragzeit kommt der Nachwuchs zur Welt, wie bei allen Krallenaffen überwiegen zweieiige Zwillinge. Der Vater und die übrigen Gruppenmitglieder beteiligen sich intensiv an der Jungenaufzucht, sie tragen die Jungen, spielen mit ihnen und übergeben sie der Mutter nur zum Säugen. Nach rund drei Monaten werden die Jungen entwöhnt. Die Geschlechtsreife tritt im zweiten Lebensjahr ein, aufgrund der Sozialstruktur pflanzen sich die meisten Tiere aber erst später erstmals fort. Die Lebenserwartung beträgt rund 12 Jahre.

## Bedrohung
Obwohl sie eine hohe Fortpflanzungsrate haben und in Bezug auf den Lebensraum relativ anspruchslos sind, listet die IUCN die Zwergseidenäffchen als gefährdet (Vulnerable). Hauptgefahr ist die Bejagung, da sie häufig zu Heimtieren gemacht werden.

## Systematik
Die Zwergseidenäffchen bilden eine eigenständige Gattung Cebuella innerhalb der Krallenaffen (Callitrichidae). Der Rang einer eigenen Gattung ist vor allem in den deutlich kleineren Ausmaßen und Unterschieden im Bau des Penis begründet. In älteren Veröffentlichungen wurden sie in die Gattung Callithrix gestellt. Die Zwergseidenäffchen sind die Schwestergattung der Seidenäffchen (Mico). Der Rio Madeira, ein rechter Nebenfluss des Amazonas, trennt das Verbreitungsgebiet der Zwergseidenäffchen von dem der Seidenäffchen.
Der wissenschaftliche Gattungsname ist aus dem griechischen Wort kébos (Affe) und der lateinischen Verkleinerungsform -ellus gebildet.
Innerhalb der Zwergseidenäffchen werden zwei Arten unterschieden: 
- Das Gelbbauch-Zwergseidenäffchen (Cebuella pygmaea) ist durch einen gelblich-hellbraunen Bauch gekennzeichnet, der nicht scharf vom olivbraun gescheckten Rücken abgegrenzt ist. Die Unterart lebt nördlich des Amazonas und südlich des Rio Japurá.
- Das Weißbauch-Zwergseidenäffchen (C. niveiventris) hat einen weißen Bauch, der durch seine Farbe deutlich vom übrigen Körper abgegrenzt ist, und weiße, in Richtung der Hände und Füße zunehmend gelber werdende Innenseiten von Armen und Beinen. Das Äffchen kommt zwischen Amazonas, Rio Madeira und den östlichen Vorbergen der Anden vor.[1]

Die beiden Arten galten ursprünglich als Unterarten einer einzigen Zwergseidenäffchenart (C. pygmaea). Die Internationale Union zur Bewahrung der Natur listet seit Januar 2020 beide Formen der Zwergseidenäffchen aber als eigenständige Arten. Die Teilung in zwei deutlich unterschiedliche Kladen wird durch molekularbiologische Untersuchungen bestätigt. In beiden Kladen ist die Divergenz deutlich geringer als zwischen den beiden Kladen. Die beiden Arten sollen sich am Übergang vom Pliozän zum Pleistozän vor etwa 2,5 Millionen Jahren voneinander getrennt haben. Damit ist die Divergenzzeit der beiden Arten der Zwergseidenäffchen länger als die zwischen dem Zweifarbentamarin (Saguinus bicolor) und seiner Schwesterart, dem Martin-Tamarin (Saguinus martinsi).
Neben den beiden anerkannten Arten gibt es im oberen Einzugsgebiet des Rio Juruá im brasilianischen Bundesstaat Acre eine Zwergseidenäffchenform, die eine dunklere Fellfärbung hat. Ob es sich dabei um eine weitere Art oder eine Unterart des Weißbauch-Zwergseidenäffchens handelt, ist bisher noch nicht geklärt.